# 水軍鍋
水軍鍋（すいぐんなべ）とは、広島県尾道市因島や愛媛県今治市周辺で作られる鍋料理の一つである。

## 概要・作り方
室町時代から戦国時代にかけて因島を本拠地として活躍したのが村上水軍（海賊）である。その村上水軍が出陣する際、必勝祈願と士気向上のために食べたとされる。
瀬戸内海の魚介類と海草を入れ、昆布などを使った出汁で煮込んだ料理である。特に「八方の敵を喰う」という意味でタコは必ず入れたと伝えられる。鍋に麦飯を入れて雑炊で締めくくる。